# 马里奥特-斯莱特维尔 (犹他州)
马里奥特-斯莱特维尔（英文：Marriott-Slaterville）是美国犹他州韦伯县下属的一座城市。建市于 1849年，面积大约为7.39平方英里（19.1平方公里），海拔约为4,252英尺（1,296米）。根据2010年美国人口普查，该市有人口1,701人。